# La Haciendita, Zacatecas
La Haciendita är en ort i Mexiko.   Den ligger i kommunen General Pánfilo Natera och delstaten Zacatecas, i den centrala delen av landet, 500 km nordväst om huvudstaden Mexico City. La Haciendita ligger 2 110 meter över havet och antalet invånare är 239.
Terrängen runt La Haciendita är lite kuperad, och sluttar österut. Runt La Haciendita är det ganska glesbefolkat, med 48 invånare per kvadratkilometer. Närmaste större samhälle är General Pánfilo Natera, 9,7 km norr om La Haciendita. Omgivningarna runt La Haciendita är i huvudsak ett öppet busklandskap.